# Аптека
Аптеката (от гръцки: ἀποθήκη – склад) е здравно заведение, в което се извършват следните дейности: съхранение, приготвяне, опаковане, контролиране, даване на консултации, отпускане по лекарско предписание и без лекарско предписание на разрешени за употреба в страната лекарствени продукти, както и хранителни добавки, козметични и санитарно-хигиенни средства.

## Исторически произход
Във Византийската империя аптеката е държавно хранилище за различни стоки и материали; през VII – IX в. тя е областен склад, управляван от комеркиарий.

## Съвременна употреба
В България устройството, редът и организацията на работата на аптеките и номенклатурата на лекарствените продукти се определят с наредба на министъра на здравеопазването.
Аптеката е задължена да изпълни издадената рецепта, включително и когато са предписани екстемпорални лекарствени форми.
Аптеките могат да предлагат някои хранителни добавки, без да се регистрират по реда на Закона за храните.
Според българското законодателство, право да получи разрешение за откриване на аптека има само магистър-фармацевт. Лечебните заведения за болнична помощ и диспансерите за онкологични или психични заболявания могат да откриват аптеки за задоволяване на собствените си нужди. Производителите на лекарства и търговците на едро с лекарства не могат да откриват собствени аптеки, както и да участват в търговски дружества, които притежават аптеки. Магистър-фармацевт, който е открил аптека, не може да участва в търговски дружества, имащи за предмет на дейност производство или търговия на едро с лекарства, както и да работи по трудов договор на друго място. Магистър-фармацевти, които работят в аптеки на лечебни заведения или на общини, не могат да откриват частни аптеки.
В САЩ много често, но невинаги, аптеките са разположени в магазини за плодове и зеленчуци. Много от аптеките в САЩ се намират в магазини вериги за продажба на дребно като Уолгрийнс, Си Ви Ес и др.